# Spisak epizoda serije Naruto Šipuden
Ovo je spisak epizoda anime serije Naruto Šipuden.
Naruto Šipuden je nastavak i drugi deo popularnog serijala Naruto, autora Masašija Kišimota.

## Opšti pregled
| Sezone | Epizode | Pojavljivanje     | Pojavljivanje     | Ep#      | Glavni motivi |
| Sezone | Epizode | Prva epizoda      | Poslednja epizoda | Ep#      | Glavni motivi |
| ------ | ------- | ----------------- | ----------------- | -------- | --- |
| 1      | 32      | 15. februar 2007  | 25. oktobar 2007  | 1 - 32   | Spasavanje Kazekagea Gare od Akacukija. |
| 2      | 21      | 8. novembar 2007  | 3. april 2008     | 33 - 53  | Četvorepa lisica protiv Oročimarua. Traženje Saskea. |
| 3      | 18      | 3. april 2008     | 14. avgust 2008.  | 54 - 71  | Četvorepa lisica protiv Četvorepe lisice. |
| 4      | 17      | 21. avgust 2008   | 11. decembar 2008 | 72 - 88  | Smrt Asume. Tim 10 i Tim Kakaši protiv Kokozua. |
| 5      | 24      | 18. decembar 2008 | 4. jun 2009       | 89 - 112 | Pronalaženje zveri sa četiri repova. |
| 6      | 31      | 11. jun 2009      | 14. januar 2010   | 113-143  | Saske ubija Oročimarua i osniva tim Taka. Deidarino samoubistvo, u pokušaju da ubije Saskea. Džiraja protiv šest Pejna. Smrt Džiraje. Saske protiv Itačija. Smrt Itačija. Susret sa Madarom.                                                                                         |
| 7      | 8       | 21. januar 2010   | 11. mart 2010     | 144-151  | Traženje zabranjenog džucua. Napad šest Pejna na džinčurikija. |
| 8      | 24      | 25. mart 2010     | 26. avgust 2010   | 152-175  | Napad šest Pejna na Selo skriveno u lišću. Naruto uči sejdž mod. Kakaši protiv Pejna Kakašijeva smrt. Uništavanje Sela Skrivenog u lišću. Osmorepa lisica protiv Pejna. Razgovor Naruta i njegovog oca Minata Namikazea. Nagato (Pejn) oživljava sve ljude koji su poginuli u borbi. |
| 9      | 21      | 2. septembar 2010 | 27. januar 2011   | 176-196  | Narutovo detinjstvo. |
| 10     | 25      | 10. februar 2011  | 28. jul 2011      | 197-221  | Madara započinje Četvrti veliki šinobi rat. Saske protiv Raikagea. Saske ubija privremenog šestog Hokagea Danza. Susret Naruta i Saskea. |
| 11     | 21      | 28. jul 2011      | 28. decembar 2011 | 222-242  | Odlazak na ostrvo gde će Naruto naučiti kako da kontroliše čakru Devetorepe lisice. |
| 12     | 33      | 5. januar 2012    | 16. avgust 2012   | 243-275  | Susret Naruta i njegove majke Kušine Uzumaki. Borba sa Devetorepom lisicom. Kušina govori Narutu kako su ona i njegov otac poginuli. Madara Učiha protiv Konan. Konanina smrt. |
| 13     | 20      | 23. avgust 2012   | 10. januar 2013   | 276-295  | Napad Gedo statue. Naruto i Kiler Bi napuštaju ostrvo i sukobljavaju se sa Raikageom. |
| 14     | 25      | 17. januar 2013   | 4. jul 2013       | 296-320  | Naruto ulazi u rat. Naruto protiv Itačija. |
| 15     | 28      | 18. jul 2013.     | 30. januar 2014   | 321-348  | Džinčuriki protiv džinčurikija. Povratak Oročimarua. |
| 16     | 13      | 6. februar 2014   | 8. maj 2014       | 349-361  | Minatova smrt. |
| 17     | 11      | 15. maj 2014      | 14. avgust 2014   | 362-372  | Susret Haširame i Madare. |
| 18     | 21      | 21. avgust 2014   | 25. decembar 2014 | 373-393  | Kakaši protiv Obita. Stvarenje Desetorepog Džubija. |
| 19     | 20      | 8. januar 2015    | 21. maj 2015      | 394-413  | |
| 20     | TBA     | 28. maj 2015      | н. п.             | 414-452  | |